# Catadau
Catadau – gmina w Hiszpanii, w prowincji Walencja, we wspólnocie autonomicznej Walencja, o powierzchni 35,46 km². W 2011 roku liczyła 2766 mieszkańców.